# Upplands runinskrifter 240
Upplands runinskrifter 240 är en vikingatida runsten av granit i Lingsberg, Vallentuna socken och Vallentuna kommun. Stenen utgör ett monument tillsammans med U 241, men de står ej längre på samma plats. Runstenen är 2,75 meter hög och 1,5 meter bred. Runhöjden är 8-9 centimeter. De båda stenarnas inskrifter ska börja läsas på U 240 och fortsättningen finns på U 241. Båda ristningarna är attribuerade till Åsmund Kåresson.

## Inskriften
Translitterering av runraden:
tan auk hus(k)arl + auk suain + auk hulmfriþr × þaun (m)(i)(þ)kin litu rita stin þino × aftiʀ halftan + fa(þ)ur þaiʀa tans ' auk hum(f)riþr at buanta sin
Normalisering till runsvenska:
Dan ok Huskarl ok Svæinn ok Holmfriðr, þaun møðgin letu retta stæin þenna æftiʀ Halfdan, faður þæiʀa Dans, ok Holmfriðr at boanda sinn.
Översättning till nusvenska:
Dan och Huskarl och Sven och Holmfrid, moder och söner, läto resa denna sten till minne av Halvdan, fader till Dan och hans bröder, och Holmfrid efter sin make.

## Inskriften på U 241
På U 241 fortsätter inskriften sålunda: 
"Och Dan och Huskarl och Sven läto resa stenen efter Ulvrik, sin farfar. Han hade i England uppburit två gälder. Gud och Guds moder hjälpe faderns och sonens själar." 
Monumentet med de två stenarna är alltså resta till minne av en fader och en farfar, Halvdan och Ulvrik. Farfaderns resor till England nämns, se Englandsstenarna.